# GQview
GQview is een afbeeldingenviewer voor Linux en Unix-achtige besturingssystemen. Er is ook een onofficiële Windows-versie beschikbaar. Het programma is vergelijkbaar met ACDSee. Het project is stopgezet sinds 2006. Er is ook een fork ontstaan gebaseerd op de broncode. Dit project heet Geeqie.

## Functies
- Bekijken van afbeeldingen
- Exif-informatie bekijken
- Geavanceerde zoekfunctie met tagondersteuning
- Slideshow

## Versiegeschiedenis
Deze tabel geeft een chronologisch overzicht van enkele versies.
| Datum            | Versie | Functies                                                 |
| ---------------- | ------ | -------------------------------------------------------- |
| 10 februari 1998 | 0.1    | Eerste uitgave (Alfa)                                    |
| 24 april 1998    | 0.3    | Thumbnail-ondersteuning                                  |
| 7 juli 1999      | 0.7.0  | Slideshows                                               |
| 14 december 2001 | 1.0    | Transparante afbeeldingen                                |
| 9 november 2003  | 1.3.5  | Afbeeldingcollecties en roterende afbeeldingen           |
| 21 februari 2004 | 1.4    | Exif-ondersteuning, GTK1 vervangen door GTK2             |
| 26 februari 2004 | 2.0    | Zoekfunctie en ondersteuning voor meerdere beeldschermen |
| 2 december 2006  | 2.0.4  | Laatste stabiele versie                                  |
| 3 december 2006  | 2.1.5  | Laatste testversie                                       |